# سی‌اچ-۱۴ آگوئیلوچو
سی‌اچ-۱۴ آگوئیلوچو (به اسپانیایی: Cicare CH-14 Aguilucho) (به معنی عقاب کوچک)، یک بالگرد آزمایشی کوچک ساخت شرکت سیکاره آرژانتین است که برای مصارف نظامی، نظارت، غیرنظامی، آموزشی و تیمهای امنیتی طراحی شده‌است که در سال ۲۰۲۰ هنوز در دست طراحی و توسعه قرار دارد.

## طراحی و توسعه
در سال ۲۰۰۵ ارتش آرژانتین آگوستو سیکاره را مسئول ساخت یک بالگرد سبک آموزشی برای ارتش نمود. بالگرد در اوایل سال ۲۰۰۷ آماده شد. این پیش‌نمونه در سال ۲۰۰۷ در روز ارتش آرژانتین به نمایش درآمد.

### بالگردهای قابل مقایسه
- شاهد ۲۸۵
- بل اواچ-۵۸ کیووا
- هیوز اواچ-۶ کایوس

## مشخصات سی‌اچ۱۴

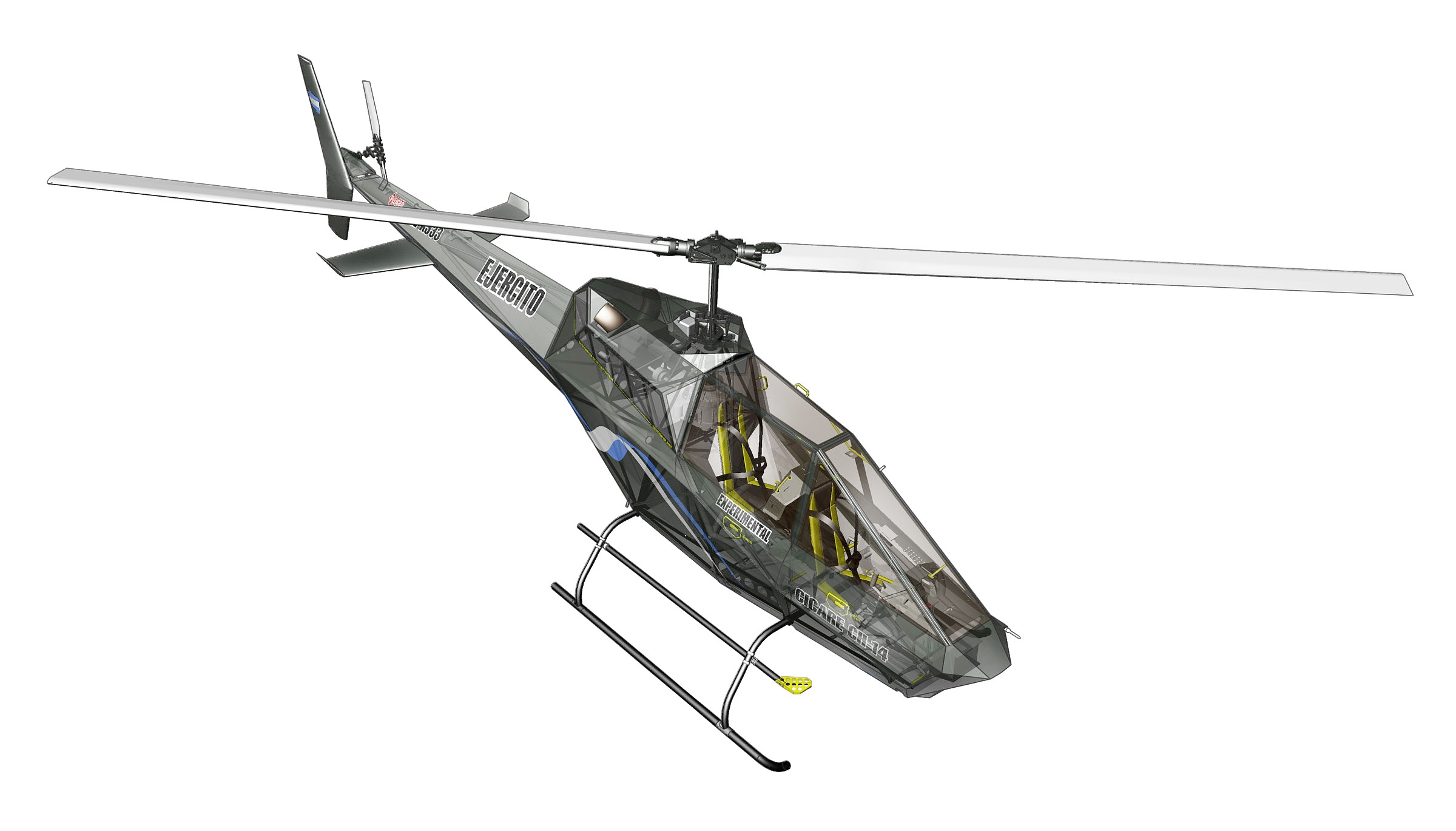
طراحی سه‌بعدی

داده‌ها از Cicare CH-14 Aguilucho technical data,
ویژگی‌های عمومی
- خدمه: ۲
- ظرفیت: ۷۰۰ کیلوگرم (۱٬۵۴۳ پوند) payload
- طول: ۹٫۸ متر (۳۲ فوت ۲ اینچ) fuselage
- Length rotors running: ۱۱٫۸ متر (۳۹ فوت)
- ارتفاع: ۳٫۳ متر (۱۰ فوت ۱۰ اینچ)
- وزن خالی: ۷۵۰ کیلوگرم (۱٬۶۵۳ پوند)
- بیشترین وزن برخاست: ۱٬۴۵۰ کیلوگرم (۳٬۱۹۷ پوند)
- پیشرانه: ۱ عدد turboshaft engine Rolls-Royce Model 250-C20B، ۳۱۳ کیلووات (۴۲۰ اسب بخار)  for take-off

۲۶۱ کیلووات (۳۵۰ اسب بخار) maximum continuous
- قطر روتور اصلی:  ۱۰ متر (۳۲ فوت ۱۰ اینچ)
- مساحت روتور اصلی: ۷۸٫۵۴ متر مربع (۸۴۵٫۴ فوت مربع) running at 380 rpm

عملکرد
- سرعت کروز: ۲۱۰ کیلومتر بر ساعت (۱۳۰ مایل بر ساعت، ۱۱۰ گره)
- بیشینه سرعت مجاز: ۲۴۰ کیلومتر بر ساعت (۱۵۰ مایل بر ساعت، ۱۳۰ گره)
- بُرد: ۶۳۰ کیلومتر (۳۹۰ مایل، ۳۴۰ مایل دریایی)
- بُرد معبر: ۱٬۰۰۰ کیلومتر (۶۲۰ مایل، ۵۴۰ مایل دریایی)
- مداومت پروازی: 3 hours
- حداکثر ارتفاع: ۴٬۵۰۰ متر (۱۴٬۸۰۰ فوت)
- نرخ صعود: ۸ متر بر ثانیه (۱٬۶۰۰ فوت بر دقیقه)
- بارگیری دیسک: ۱۸٫۴۶ کیلوگرم بر متر مربع (۳٫۷۸ پوند بر فوت مربع)